# Anne Terzibaschitsch
Anne Terzibaschitsch (* 5. August 1955 in Essen) ist eine deutsche Musikpädagogin, Pianistin und Komponistin. Sie ist die Tochter des Autors Stefan Terzibaschitsch.
Terzibaschitsch spielt seit ihrem fünften Lebensjahr Klavier. Violine sowie Cello seit ihrem zehnten bzw. zwölften Lebensjahr. Von 1975 bis 1983 absolvierte sie ihr Klavierstudium an der Hochschule für Musik Karlsruhe. Sie ist seit vielen Jahren freiberuflich als Pianistin und Klavierpädagogin tätig und komponierte und arrangierte zahlreiche Stücke für Klavier und Violoncello, wovon die meisten beim Musikverlag Holzschuh erschienen sind.